# Beni Rached
Ne doit pas être confondu avec Béni Rached (tribu).
Beni Rached est une commune de la wilaya de Chlef en Algérie, située à 30 km au nord est de Chlef et à 500 mètres d'altitude. Les Beni Rached font partie des Maghraouas, tribu zénéte autochtone de la Dahra qui a fondé avec la tribu zénètes des Banu Tudjin une principauté puissante dans la vallée du Chlef au Moyen Âge, la région est connue pour être l'épicentre du séisme de 1980. La commune possède une casba et plusieurs ruines romaines.

## Sources, notes et références
1. ↑  « Wilaya de Chlef : répartition de la population résidente des ménages ordinaires et collectifs, selon la commune de résidence et la dispersion ». Données du recensement général de la population et de l'habitat de 2008 sur le site de l'ONS.